# Onychiurus litoreus
Onychiurus litoreus är en urinsektsart som beskrevs av James P. Folsom 1917. Onychiurus litoreus ingår i släktet Onychiurus och familjen blekhoppstjärtar. Inga underarter finns listade i Catalogue of Life.